# 馬柴厄斯海豹島
馬柴厄斯海豹島（英語：Machias Seal Island）是加拿大和美國之間緬因灣中的一個無人島。美加之間有主權爭議。目前由加拿大實際管控。因爲靠近美國緬因州的馬柴厄斯所以得此名。
此島面積約八公頃。1832年起美國和加拿大就此島歸屬問題產生分歧。